# یکشنبه گاوآهن

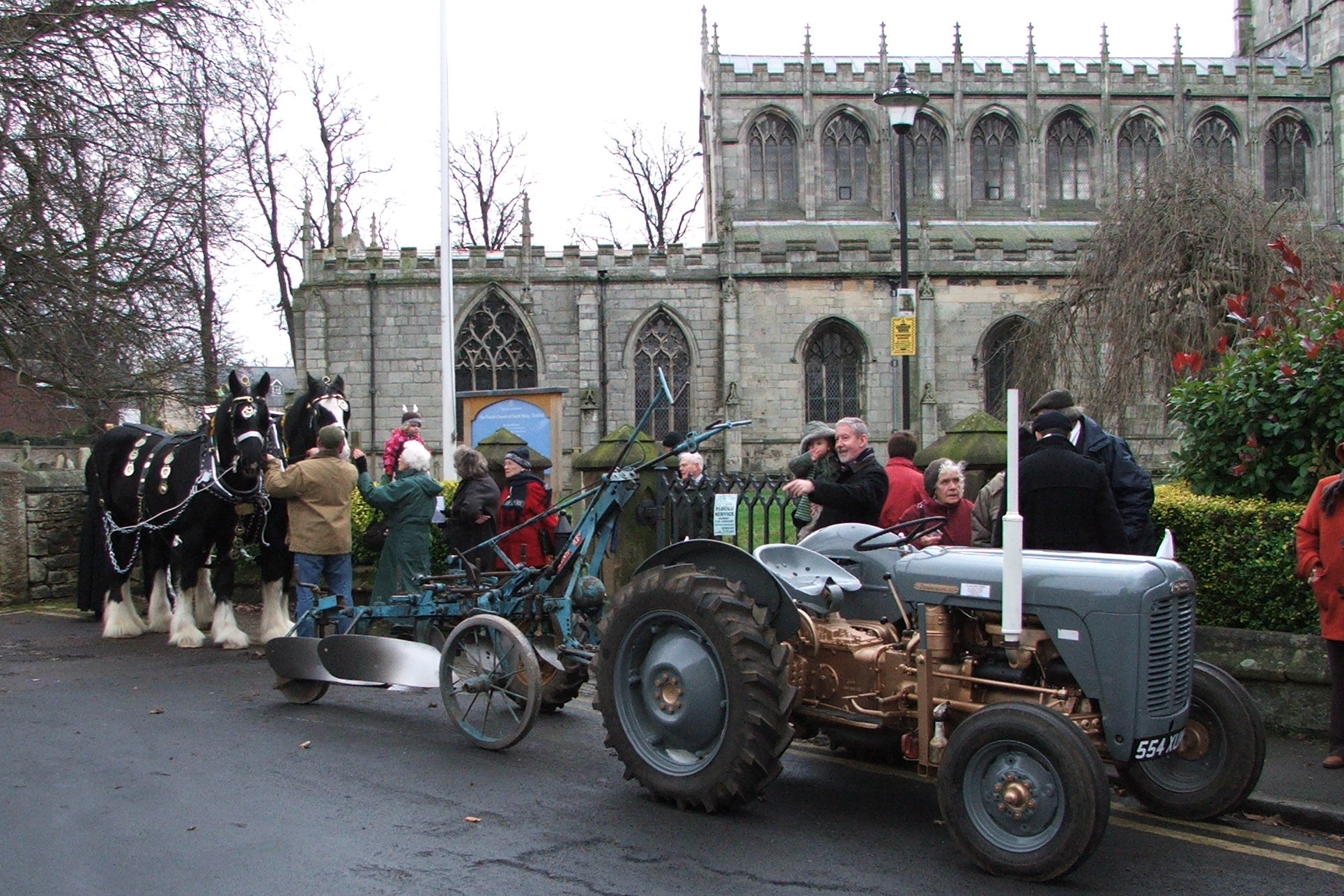
گردهمایی یک شنبه گاوآهن در بیرون یک کلیسای روستایی در تیکهیل، یورکشایر، انگلستان

یکشنبه گاوآهن (به انگلیسی: Plough Sunday)، یک جشن سنتی انگلیسی برای آغاز سال کشاورزی است که در سال‌های اخیر احیاء شده‌است. جشن‌های یکشنبه گاوآهن معمولاً شامل آوردن یک گاوآهن به داخل کلیسا همراه با دعا برای برکت زمین است. به‌طور سنتی در یکشنبه پس از عیسی مسیح، یکشنبه بین ۷ ژانویه و ۱۳ ژانویه برگزار می‌شود. بر این اساس، کار در کشتزارها تا روز پس از یکشنبه گاوآهن آغاز نمی‌شود: دوشنبه گاوآهن. اگرچه ماهیت کشاورزی در طول سده‌ها تغییر کرده‌است، یکشنبه گاوآهن به عنوان راهی برای جشن گرفتن کلی کشاورزی و کار کشاورزان دیده می‌شود. در کتاب عبادت کلیسای انگلستان، عبادت مشترک: زمان‌ها و فصل‌ها، دعای پیشنهادی برای «برکت گاوآهن»، برای «برکت دانه» و بخش‌هایی از کتاب مقدس مربوط به موضوع کشاورزی وجود دارد.